# Fredsgatan 9

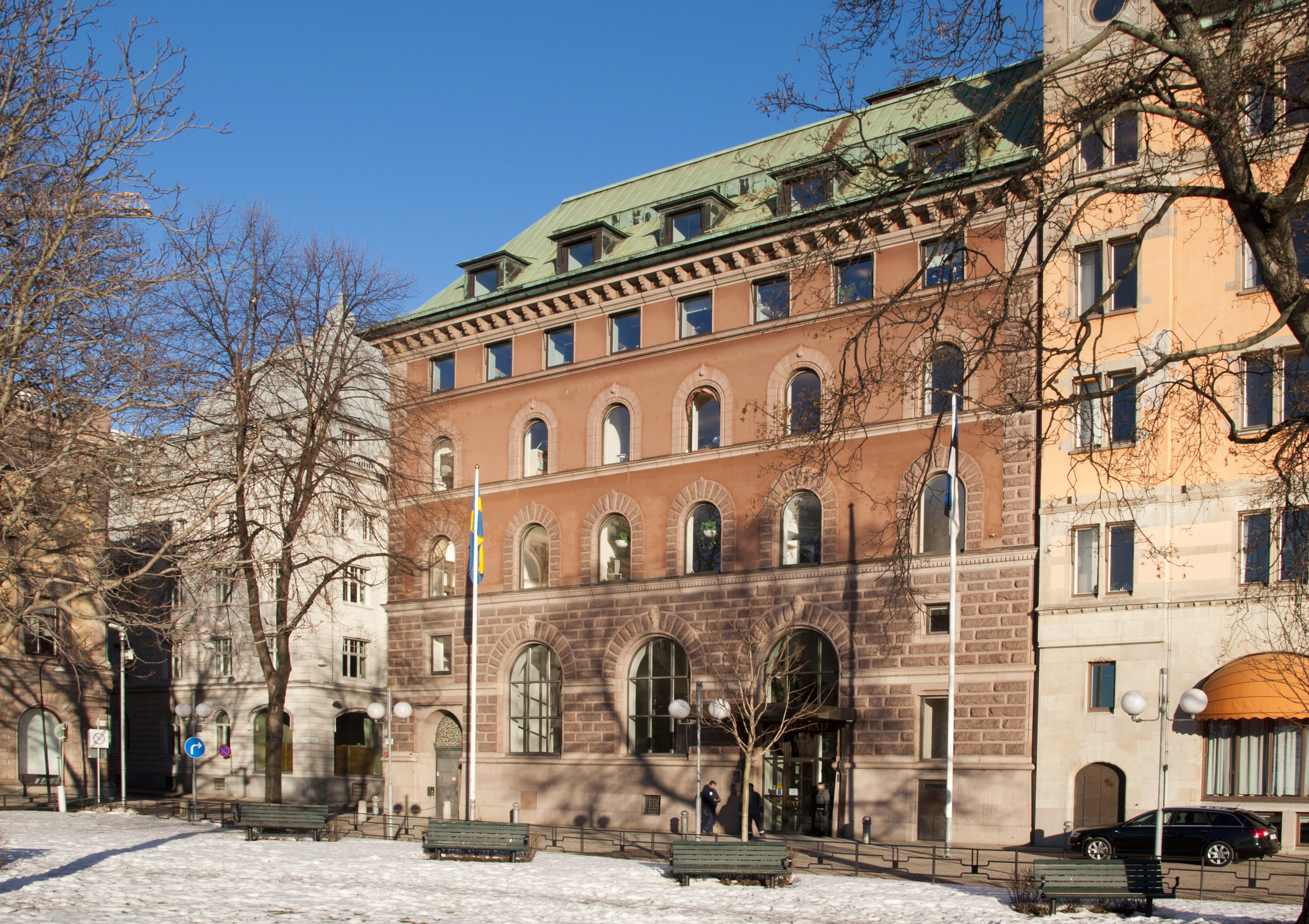
Bankens fasad mot Rosenbadsparken

Fredsgatan 9 är adressen för den byggnad i Kvarteret Rosenbad i Stockholm som uppfördes 1894-97 som huvudkontor för Stockholms stads sparbank.
Banken hade på 1890-talet köpt in en äldre fastighet i kvarteret och utlyst man en arkitekttävling om ett nytt bankpalats i kvarteret Rosenbad. Tävlingen vanns av Aron Johansson och efter hans ritningar uppfördes 1894-97 ett nästan kvadratiskt hus med inspiration från de tunga florentinska renässanspalatsen. Den traditionella stilen var tänkt att utstråla soliditet och pålitlighet. Till skillnad från de florentinska förlagorna är byggnadens rundbågiga fönster stora. Detta för att belysa den stora bankhallen, som invändigt bärs upp av pelare vilka är rikt dekorerade av teatermålaren Carl Grabow. Våningen över bankhallen inrymde bankens kontor. "Genom detta byggnadsverk lyser en visserligen beherskad men ändå liflig konstnärsblick", skrev en kritiker i Dagens Nyheter om nybygget. Bankpalatset var det första i kvarteret Rosenbad, men då stadens finansiella centrum under denna tid försköts från Gamla Stan till Norrmalm skulle det snart följas av flera utmed Fredsgatan.
Bankpalatset byggdes om 1958 då våning och en takvåning lades till enligt Ivar Tengboms ritningar. I den ursprungliga bankhallen togs ornament och utsmyckningar bort och en rulltrappa installerades och huvudentrén flyttades mot Fredsgatan. 
1981 byggdes kvarteret om till kontor för regeringskansliet under arkitekt Anders Tengbom ledning. Byggnaden förvaltas idag av Statens fastighetsverk och rymmer entrén till Statsrådsberedningen.

## Övrigt
- Restaurang Tennstopets föregångare startade sin verksamhet i den byggnad som revs av Stockholms stads sparbank.

## Bilder
|  |  |  |